# 传素瑶族乡
传素瑶族乡，是中华人民共和国湖南省怀化市通道侗族自治县下辖的一个乡镇级行政单位。

## 行政区划
传素瑶族乡下辖以下地区：
新团村、渔塘村、传素村、古孟村和潘家寨村。